# Effetto ambientale
Per effetto ambientale si intende la potenzialità del danno che potrebbe causare all'ambiente, un determinato fattore di inquinamento dello stesso.
Ad esempio è un effetto ambientale lo smog provocato dalle emissioni delle auto, mentre per impatto ambientale si intendono le conseguenze derivanti dall'effetto ambientale, riprendendo sempre l'esempio delle auto, il surriscaldamento globale.